# Полутвърдокрили
Полутвърдокрилите (Hemiptera) са разред насекоми, включващ между 50 000 и 80 000 вида . Размерите са от няколко милиметра до около 15 cm.
Някои от по-известните представители са креватна дървеница (Cimex lectularius), великденче (Pyrrhocoris apterus), обикновената миризливка (Palomena prasina) и други.

## Класификация
Разред Полутвърдокрили
- Подразред Auchenorrhyncha
  - Инфраотряд Cicadomorpha
    - Надсемейство Cercopoidea
    - Надсемейство Цикади (Cicadoidea)
    - Надсемейство Membracoidea

  - Инфраотряд Fulgoromorpha
    - Надсемейство Fulgoroidea
- Подразред Coleorrhyncha
- Подразред Същински дървеници (Heteroptera) Latreille, 1810
  - Инфраразред Cimicomorpha
  - Инфраразред Dipsocoromorpha
  - Инфраразред Enicocephalomorpha
  - Инфраразред Gerromorpha
    - Надсемейство Mesovelioidea
    - Надсемейство Hebroidea
    - Надсемейство Hydrometroidea
    - Надсемейство Gerroidea

  - Инфраразред Leptopodomorpha
  - Инфраразред Nepomorpha
    - Надсемейство Nepoidea
    - Надсемейство Corixoidea
    - Надсемейство Ochteroidea
    - Надсемейство Aphelocheiroidea
    - Надсемейство Naucoroidea
    - Надсемейство Notonectoidea
    - Надсемейство Pleoidea

  - Инфраразред Pentatomomorpha
    - Надсемейство Aradoidea
    - Надсемейство Coreoidea
    - Надсемейство Idostoloidea
    - Надсемейство Lygaeoidea
    - Надсемейство Pentatomoidea
    - Надсемейство Piesmatoidea
    - Надсемейство Pyrrhocoroidea
- Подразред Sternorrhyncha
  - Надсемейство Adelgoidea
  - Надсемейство Aleyrodoidea
  - Надсемейство Листни въшки (Aphidoidea)
  - Надсемейство Coccoidea Handlirsch, 1903
  - Надсемейство Psylloidea